# Mark Fish
Mark Anthony Fish (Cidade do Cabo, 14 de março de 1974) é um ex-futebolista profissional sul-africano que atuava como zagueiro. 
Foi o primeiro atleta de seu país a jogar a Série A italiana, em 1996–97, quando defendeu a Lazio.

## Carreira em clubes
Fish possuía um físico mais apropriado para o rugby (media 1,87 de altura), mas optou em seguir carreira no futebol após ingressar na base do Arcadia Shepherds, equipe da cidade de Pretória. Estreou profissionalmente em 1991, no Jomo Cosmos, com apenas 17 anos, e inicialmente jogava como atacante antes de ser recuado para a lateral-esquerda e, posteriormente, para a zaga. Continuou no Cosmos até o rebaixamento do time para a segunda divisão, em 1994, quando foi contratado pelo Kaizer Chiefs e sagrou-se campeão nacional. Pelo time de Soweto, o zagueiro conquistaria outros 4 títulos, com destaque para a Copa dos Campeões da África de 1995.
Chegou a ser pretendido por Manchester United e Rangers, mas assinou com a Lazio em 1996, sendo o primeiro jogador da África do Sul a defender um time da Série A italiana. Durante sua apresentação, afirmou se inspirar em Franco Baresi e que tinha um estilo de jogo parecido com o de Marcel Desailly, enquanto o técnico Zdeněk Zeman declarou não saber quem era o zagueiro, que estreou contra o Avellino, pela Copa da Itália, formando a zaga ao lado de Alessandro Nesta na vitória por 2 a 1. Prejudicado pelo estilo ofensivo de Zeman, Fish era superado com facilidade pelos adversários, que aproveitavam a falta de velocidade do zagueiro.
Fish ainda chegou a ser anunciado como reforço do Bologna, mas o técnico Renzo Ulivieri não conseguiria se adaptar ao esquema tático pela falta de velocidade do jogador, que ainda teve passagens destacadas por Bolton Wanderers e Charlton Athletic. Em 2005, ao saber que perderia espaço nos Addicks, aceitou ser emprestado ao Ipswich Town, onde faria sua última partida como profissional contra o Queens Park Rangers, mas uma ruptura nos ligamentos cruzados do joelho sofrida neste jogo fez com que Fish encerrasse a carreira pela primeira vez, passando a se dedicar ao futebol de areia.
Em 2007, ensaiou uma volta aos gramados pelo Jomo Cosmos, sua primeira equipe como profissional, mas, longe da forma física, não entrou em campo e anunciou a aposentadoria definitiva dos gramados. Sua única experiência como treinador foi em 2009, no Thanda Royal Zulu.

## Seleção Sul-Africana
Pela Seleção Sul-Africana, Fish estreou em outubro de 1993, num amistoso contra o México.
Fez parte do elenco campeão da Copa Africana de Nações de 1996, tendo ainda jogado as edições de 1998 e 2000. Disputou também a Copa das Confederações de 1997 e a Copa de 1998. O zagueiro, que marcou 2 gols em sua carreira internacional, disputou o último de seus 62 jogos pelos Bafana Bafana em junho de 2004, contra Gana, pelas eliminatórias da Copa de 2006.

## Titulos
Orlando Pirates
- National Soccer League: 1994
- Bob Save Super Bowl: 1996
- BP Top Eight Cup: 1996
- Copa dos Campeões da África: 1995
- Supercopa da CAF: 1996

África do Sul
- Copa das Nações Africanas: 1996